# Grantley Goulding
Grantley Thomas Smart Goulding (født 23. marts 1874  i  Gloucestershire, død 29. juli 1947 i Umkomaas, Natal, Sydafrika) var en britisk atlet som deltog under de første moderne olympiske lege 1896 i Athen.
Goulding kom på en andenpladsen i 110 meter hækkeløb i tiden 17,6 sekunder under OL 1896 i Athen, efter Thomas Curtis fra USA, der vandt i samme tid. Der var kun de to som løb i finalen ud af de fire som var kvalificeret.